# My Father the Hero
My Father the Hero is een Amerikaans-Franse romantische komediefilm uit 1994, geregisseerd door Steve Miner.
Het is een remake van de Franse film Mon père, ce héros uit 1991. In de hoofdrol spelen Gérard Depardieu (die ook in de Franse versie de hoofdrol vertolkte) en Katherine Heigl.

## Rolverdeling
| Acteur             | Personage                                                  |
| ------------------ | ---------------------------------------------------------- |
| Gérard Depardieu   | André Arnel                                                |
| Katherine Heigl    | Nicole Arnel, de dochter van André                         |
| Dalton James       | Ben                                                        |
| Lauren Hutton      | Megan Arnel, de moeder van Nicole en de ex-vrouw van André |
| Faith Prince       | Diana                                                      |
| Stephen Tobolowsky | Mike                                                       |
| Ann Hearn          | Stella                                                     |
| Emma Thompson      | Isobel, de vriendin van André                              |